# Medicago (entreprise)
Pour les articles homonymes, voir Medicago (homonymie).
Medicago était une société biopharmaceutique basée à Québec qui se concentre sur la découverte, le développement et la commercialisation des particules pseudo-virales utilisant le Nicotiana benthamiana, comme bioréacteur pour produire des protéines comme vaccins et médicaments candidats. 
Medicago a été acquise par la société japonaise Mitsubishi Tanabe Pharma (en) en 2013. Le 2 février 2023, la société mère annonce qu’elle mettrait fin à toutes les activités de sa filiale.

## Vaccin contre la Covid-19
Medicago travaille sur un vaccin contre la Covid-19 qui utilise  un adjuvant immunologique de GlaxoSmithKline (GSK). La phase deux de l’essai clinique du vaccin implique un peu plus de 900 participants et des organismes au Canada et aux États-Unis, y compris le Centre hospitalier universitaire de Québec et le Centre universitaire de santé McGill ainsi que quelques cliniques privées de la province. Les sociétés espèrent lancer dès février 2021 les essais cliniques de la phase 3,,, avec 30 000 personnes. 

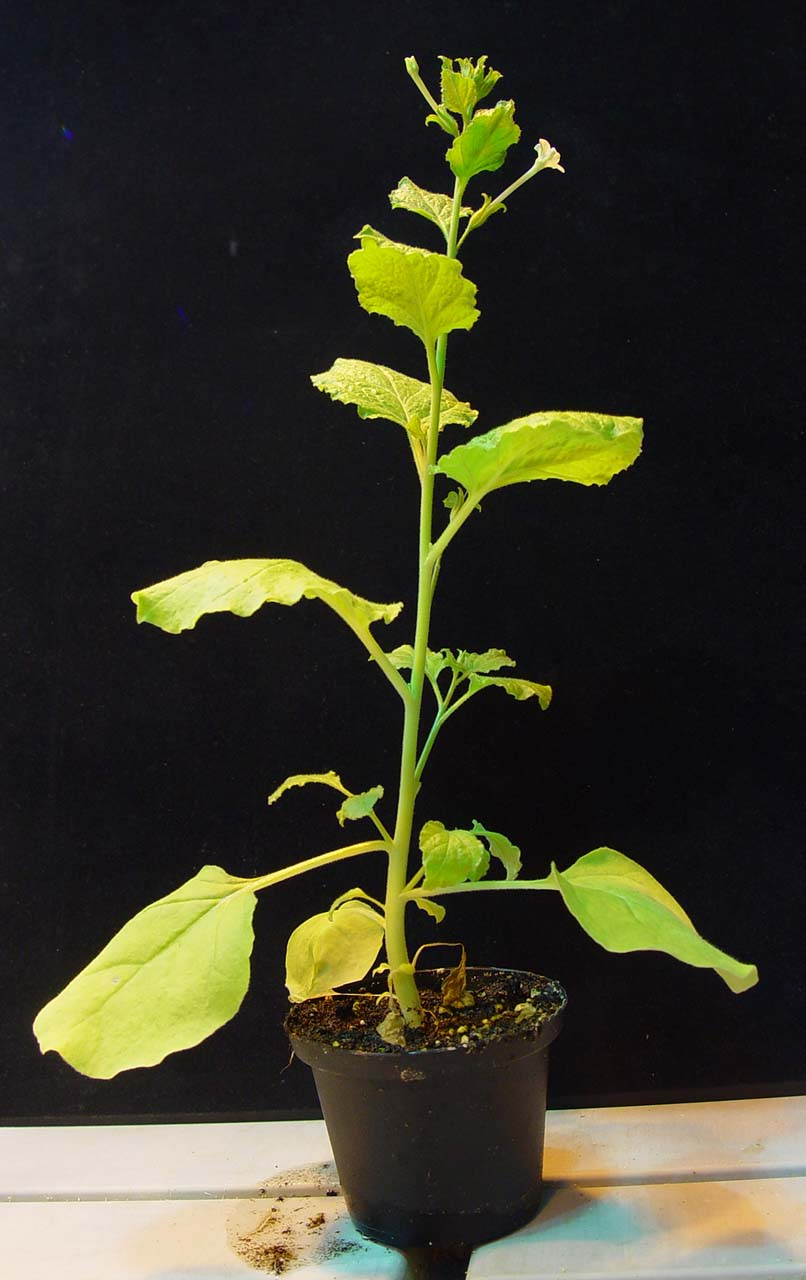
Nicotiana benthamiana utilisée par Medicago pour la production de CoVLP

Le 18 mai 2021, Medicago et GSK annoncent des résultats provisoires à la suite de l’étude de phase II. La réponse d’anticorps neutralisants est dix fois supérieure par rapport aux personnes qui se rétablissent sans vaccin.
S'ils réussissent et reçoivent l'approbation de Santé Canada, ils espèrent commencer la distribution des vaccins à l'été 2021. Il serait d'abord fabriqué aux États-Unis, dans une usine de la Caroline du Nord, mais pourrait être ensuite produit au Québec.
Le 7 décembre 2021, le vaccin candidat de Medicago se révèle efficace à 75,3 % contre les infections causées par le variant Delta selon l’étude de phase III. L’entreprise demandera l’approbation à Santé Canada. Lancée le 16 mars 2021, l’étude s’est déroulée avec 24 000 participants au Canada, aux États-Unis et au Royaume-Uni, au Mexique, en Argentine et au Brésil.
Le 24 février 2022, le vaccin CoVLP (en), marque nommée Covifenz, est approuvé par Santé Canada. La société annonce qu'elle prévoit générer prochainement des données sur l'efficacité contre le variant Omicron. Medicago a conclu un accord pour fournir jusqu'à 76 millions de doses de vaccin au gouvernement canadien.

### Rejet par l'OMS
Le 17 mars 2022, il est annoncé que l'Organisation mondiale de la santé (OMS) s’attend à rejeter le vaccin candidat de Medicago en raison des liens de la pharmaceutique avec l’industrie du tabac. Philip Morris Investments, une filiale de Philip Morris International, est actionnaire de Medicago depuis 2008. La demande de préqualification de son vaccin Covifenz n'est pas acceptée, selon un document d'orientation de l'OMS daté du 2 mars. Cela signifie que l'OMS est peu susceptible d'approuver le vaccin pour une utilisation d'urgence et de l'exclure de COVAX, l'initiative mondiale de partage de vaccins. Ce serait le premier vaccin Covid d'un pays occidental à être rejeté,.
En décembre 2022, Philip Morris retire ses actions sur Medicago.

## Fermeture
La société mère annonce le 2 février 2023 qu'elle abandonne son vaccin et ferme son installation à Québec,.